# Pedro Valdo

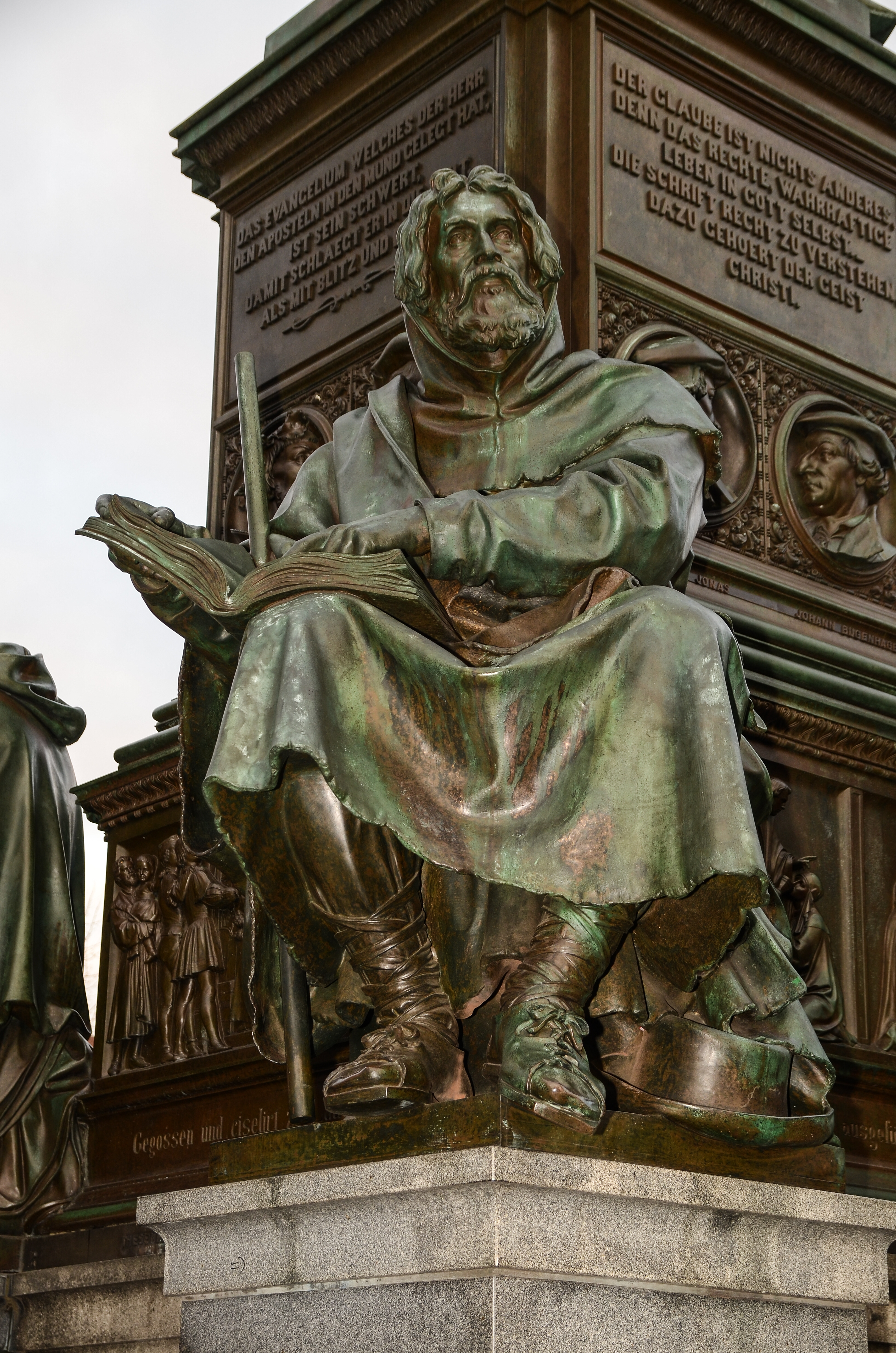
Estatua de Pedro Valdo en el monumento en memoria de Martín Lutero en Worms, Alemania.

Pedro Valdo (¿Vaulx-en-Velin, 1140 – 1218) de nombre original Pierre Valdo, Valdès en lengua de oïl, Vaudès en lengua de oc, según las fuentes, fue un comerciante de Lyon (actual Francia) y predicador itinerante del cristianismo. Como reformador impulsó el movimiento de los Pobres de Lyon, más conocidos actualmente como valdenses, y la traducción de las Sagradas Escrituras a la lengua vulgar. Es considerado como uno de los precursores de la Reforma Protestante.
No debe ser confundido con su contemporáneo Pierre des Vaux (1182-1218), monje cisterciense e historiador de la herejía albigense.

## Conversión
Se desconoce el lugar de su nacimiento; por su nombre quizá fuera Vaulx-en-Velin, pero lo verificado es que estaba establecido en Lyon (Francia) como un próspero pañero y comerciante tan hábil que llegó a acumular una de las mayores fortunas de esta ciudad. De espíritu inquieto, procuró además instruirse en la medida que su época lo permitía a los seglares.  
En 1173, un amigo íntimo con quien estaba conversando murió de repente. El hecho le produjo una gran impresión y ansias de salvación para su alma, por lo que fue a consultar con un sacerdote y este le repitió las palabras de Cristo al joven rico (Mateo, 19:21): "Da todo a los pobres, toma tu cruz y sígueme". Se cree que lo hizo irónicamente, ya que Valdo, como sabía todo el mundo, era uno de los burgueses más ricos de la ciudad. Sin embargo, sus deseos de convertirse y cambiar de vida eran sinceros, y tomó estas palabras al pie de la letra. Dividió toda su fortuna en tres sumas: un fondo para que su mujer e hijas pudiesen mantenerse a lo largo de toda su vida; otra parte como limosna para los pobres (Valdo dio pan, verdura y carne a todo el que acudió a él en momentos en que una hambruna muy grande asolaba Francia y Alemania) y la tercera la entregó a dos eclesiásticos, para que tradujesen el Nuevo Testamento del latín a la lengua romance que entonces se hablaba hasta la frontera suiza, a fin de satisfacer su deseo de comprender y seguir el mensaje de Jesús y enseñarlo a los demás. Es más, envió mensajeros de pueblo en pueblo para que leyeran la Sagrada Escritura a quienes no sabían latín. (Crónica anónima, 1218)

## Difusión de la Biblia
Para poder distribuir estas porciones de la Biblia, Valdo y sus colaboradores utilizaron las tácticas comerciales en las que su líder era tan experto, con lo que además evitaban ser denunciados a la autoridad eclesiástica. Un inquisidor los describe viajando de un pueblo a otro y vendiendo mercaderías para lograr entrar en las casas. Explica que ofrecían joyas, anillos, telas, velos y otros adornos. Y cuando les preguntaban si tenían otras joyas, contestaban: “Sí, tenemos joyas más preciosas que estas. Si prometen no denunciarnos, se las mostraremos”, y cuando obtenían esa seguridad, proseguían: “Tenemos una piedra preciosa tan brillante, que su luz permite ver a Dios; y tan radiante que puede encender el amor de Dios en el corazón del que la posee. Estamos hablando en lenguaje figurado, pero lo que decimos es la pura verdad.” Luego extraían de debajo de su ropa alguna parte de la Biblia, la leían, la explicaban y vendían esa porción a quien la quisiera por escrito, a cambio de alguna limosna.

## Doctrina
Fundándose en una idea de pureza, sencillez y pobreza, Valdo creía en un sacerdocio universal laico ceñido solo a la letra de las Santas Escrituras, estimaba que "ningún hombre puede servir a dos amos, Dios y Mammón" y condenaba los excesos papales y los dogmas católicos, incluidos el de la existencia de un Purgatorio y el de la transubstanciación. Es más, afirmaba que estos dogmas eran fruto de "la ramera" que aparece en el libro del Apocalipsis. Hacia 1170 Valdo había reunido ya a gran número de seguidores, conocidos como los Pobres de Lyon, los Pobres de Lombardía o los Pobres de Dios, entre otras muchas denominaciones y en diversas lenguas. Evangelizaban al pueblo con su enseñanza mientras viajaban como vendedores ambulantes, y empezaron a ser llamados valdenses, distinguiéndose claramente de los albigenses o cátaros y de los clérigos viajeros pobres sin trabajo ni destino (clerici vagantes), críticos con el alto clero y su alta jerarquía eclesial, pero aún dentro de la Iglesia y, al contrario que ellos, de vida disoluta, los llamados goliardos.

## Predicaciones
Los predicadores itinerantes difundían un tipo de religiosidad más viva e intensa que la oficial, porque se hacía en lengua vulgar y al aire libre. Se resume en un seguimiento directo, completo y exigente de los consejos de Jesús en sus Evangelios, sin otra mediación que la explicación del predicador. El número de seguidores de Valdo fue aumentando rápida y extensamente a causa de su novedoso contenido social, muy crítico con el alto clero y la jerarquía eclesiástica, y por la importancia que daba a los laicos y a una concepción universal del sacerdocio, impulsando a cada uno a tomar conciencia de su propia fe y dignidad como cristiano. Esta manera cristocéntrica de entender la fe, alejada de las sutilezas teológicas y escolásticas, anunciaba ya la Reforma Protestante y su moderno mensaje antropocéntrico.   
El arzobispo de Lyon Guichard de Pontigny se enteró de sus doctrinas y apercibió los supuestos errores teológicos de estos iletrados que ni siquiera sabían latín, por lo que les prohibió predicar y los expulsó de Lyon. Valdo apeló entonces al papa, y compareció con uno de sus colaboradores, Vivet, ante el III concilio de Letrán en marzo de 1179. El papa Alejandro III (1105-1181) le trató amablemente pensando que Valdo y sus seguidores podrían formar una futura orden monástica; les confirmó su voto de pobreza, pero no les dio permiso para predicar a causa de sus supuestos errores doctrinales, ratificando así la prohibición del arzobispo de Lyon Guichard. El fraile inglés Walter Map, encargado de interrogar a Valdo y a Vivet en nombre del Concilio, describe en sus memorias De nugis curialium, con todo el desprecio de que era capaz su mente escolástica, pero con algo de miedo también, cómo fue su interrogatorio:

Celebrándose el Concilio en Roma bajo Alejandro, tercer papa del nombre, vi a los Valdenses, laicos analfabetos llamados así a causa de su fundador Valdo, un ciudadano de Lyon, en el Ródano. Estos presentaron al Papa un libro en idioma gálico que contenía el texto y comentario del Salterio y de muchos escritos del Antiguo y Nuevo Testamento. Insistían mucho y muy importunamente para que les fuese otorgada la licencia de predicar, pues se creían expertos, aunque solo eran aficionados, porque suele ocurrir que los pájaros, al no ver las sutiles redes como trampa, creen tener paso franco por doquier... ¿Se deberá, por tanto, en cualquier caso, "arrojar perlas a los cerdos" y la palabra sagrada a los laicos que, como sabemos, recíbenla tontamente, por no hablar de su dar lo que no han recibido? [...] Yo, aunque el más bajo entre los allí congregados, veía mal de mi grado que eso se discutiese así, en serio, dándole importancia a su petición, y me burlaba de ellos. Invitado por un obispo que había recibido del Papa el encargo de oír sus confesiones, lancé mi dardo ante no pocos sabios teólogos versados en el derecho canónico. Me fueron traídos dos valdenses, reputados como los principales de su secta, para discutir conmigo sobre la fe... Un obispo me hizo señal para comenzar el interrogatorio. Empecé entonces con algunas preguntas muy simples que a nadie le es lícito ignorar, pues bien sabía que "el asno acostumbrado al cardo / no desdeña la lechuga" [...] Se retiraron confusos, y se lo merecían, en medio de los gritos burlones de todos, pues no eran gobernados por nadie y buscaban ser nombrados gobernantes, como Faetón que no conocía ni los nombres de los caballos del Sol. [...] No tienen sede fija; llevan vida errante, caminando descalzos en grupos de dos, solo vestidos de piel de oveja. Nada poseen en persona y todo les es común, siguiendo desnudos a un Cristo desnudo, como los apóstoles. En sus comienzos son humildes porque no pueden encontrar entrada en ninguna parte, pero, si los admitiéramos, nos echarían fuera...

Ya de vuelta en Lyon, un nuevo arzobispo, Jean aux Blanches-Mains, volvió a denegarles el permiso para predicar, pero los valdenses se obstinaron en seguir predicando pese a las prohibiciones del difunto y nuevo arzobispo y del papa. Todavía entonces eran considerados solamente como laicos ignorantes, aún no “herejes” (fuera de la doctrina oficial). Así que en 1181 se lanzó contra ellos una excomunión definitiva, que todavía pudieron eludir algunos años habida cuenta de que no se los designaba por su nombre ni por una fórmula que pudiese identificarlos claramente. 
Sin embargo, ya fue imposible soslayar la excomunión cuando, en el Concilio de Verona (1184) y bajo un nuevo papa, Lucio III, se condenó explícitamente a los Pobres de Lyon y se vieron obligados a abandonar esta ciudad. 
Paradójicamente, esta excomunión ayudó a difundir su doctrina y se esparcieron por toda Europa (Francia, Italia, España, Alemania, Polonia, Austria, Hungría) evangelizando a su prístina manera a cada paso. Se cree que el número de valdenses en Austria llegó entonces a los ochenta mil.
Pedro Valdo se exilió a Bohemia y allí terminó sus días, según se dice, en 1217, tras 57 años de apostolado seglar.